# قافیه
قافیه، مشتق از قَفْوْ (بر وزنِ عفو)، به معنای پیروی کردن و در پی رفتن و همچنین پسِ گردنِ کسی زدن و ازپی‌رونده است. در فارسی آن را پساوند گویند، و اصطلاحی است در نظم و شعر.

## تعریف قافیه
«قافیه»، به کلمه یا حروفی که با تکرار کردن آن میتوان به شعر نظم بخشید . شرط آن‌که قسمت تکرارشونده
مثل مانند: {خداوند نام و خداوند جای|خداوند روزی دِه رَهنمای} در اینجا ج‌ای و رهنم‌ای (آی) این دو قافیه هستند جزئی از کلمهٔ قافیه باشد و به آن الحاق نشده‌باشد. درضمن، اگر کل کلمه ـ و نه جزئی از آن ـ به یک معنی و از یک ریشهٔ واحد تکرار شود، به آن ردیف می‌گویند. آخرین حرف اصلیِ قافیه را «رَوی» می‌گویند؛ به‌عنوان مثال، در کلمات جام، وام، دام، نام و آرام، حرف «م» رَوی است.
معین در فرهنگ معین در مدخل «قافیه» نوشته‌است:
«ای نرگس پرخمار تو مست [/] دل‌ها ز غم تو رفت از دست.» قافیهٔ آن از آخر کلمه باشد تا به نخستین حرکتی که پیش از سواکنِ آن بود. پس قافیهٔ این شعر، دو حرف و حرکتی بیش نباشد و آن سین و تاء است و حرکت ماقبل آن؛ اما اگر حرفِ آخرین از کلمهٔ قافیه از نفْس کلمهٔ قافیه نباشد بلکه به‌علتی بدان ملحق شده‌باشد چنان‌که: «برخیّ چشم مستشان [/] و آن زلف همچون شَستشان.» که کلمهٔ اصلی در آخر این شعر، «مست» و «شَست» است و «شان» ازبهر اضافتِ جماعت بدان ملحق شده‌است. قافیهٔ آن از آخر کلمه باشد تا به نخستین حرکتی که پیش از سواکنِ حروفِ نفْسِ کلمه باشد.»

## قافیه در نظم
در نظم، کلمهٔ قافیه در انتهای بیت‌ها می‌آید یا مصراع مطلع غزل، و البته چنانچه شعر دارای «ردیف» باشد، کلمهٔ قافیه قبل از «ردیف» قرار می‌گیرد. به بیتی که هر دو مصراع آن قافیه داشته‌باشد مُصَرَّع می‌گویند.

## انواع قافیه
«انواع قافیه، به‌اعتبار تقطیع، پنج است به‌اجماعِ اهل عرب و فارس: مترادف، متدارک، متکاوس، متواتر و متراکب. بعضی، این الفاظ را «القاب قوافی» می‌گویند و بعضی حدود قافیه گویند.»
- مترادف: ترادف در لغت به‌معنی پیاپی‌شونده است، و آن قافیه‌ای است که دو حرف ساکن پیاپی داشته‌باشد و یک حرف آخرِ ساکن، مانند یار (قدما مصوّت‌های بلند را ساکن به‌شمار می‌آوردند)؛
- متدارک: تدارک در لغت به‌معنی دریابنده و دریافت‌کننده است، و آن قافیه‌ای است که دو حرف متحرک و یک حرف آخرِ ساکن داشته‌باشد، مانند خِرَد؛
- متکاوس: در لغت به‌معنی انبوه است، و در اصطلاح، قافیه‌ای است که چهار حرف متحرک داشته‌باشد و یک حرف آخرِ ساکن، مانند بزنمش؛
- متواتر: تواتر در لغت به‌معنی پیاپی‌شونده و پیاپی‌آینده است، و آن متحرکی است که در دو طرفش حرف ساکن باشد، مانند درکش؛
- متراکب: متراکب در لغت به‌معنی برهم‌نشسته‌است، و آن قافیه‌ای است با سه حرف متحرک و ساکنی در آخر، مانند فِکَنَد.[۵]
- ذوقافتین: اگر واژه یا واژه‌هایی بعد از قافیه تکرار شوند و معنی متفاوت اما تلفظ یکسان داشته باشند، آن واژه‌ها ردیف محسوب نمی‌شوند، بلکه قافیه هستند و بیت را ذوقافتین گویند. به عبارتی دیگر، گویی چنین بیتی، دوقافیه دارد.

گلاب است گویی به جویش روان/ همی شاد گردد زبویش روان

## نمونه‌ها

### قافیه در شعر نو
در شعر نو، ازآن‌جاکه طول مصراع‌ها و بیت‌ها یک‌سان نیست و کلمهٔ قافیه با نظم مشخصی تکرار نمی‌شود، قافیه با تعریف سنتی آن همخوانی ندارد، اما به‌هرحال شاعران نوگرا نیز از قافیه در شعرهایشان استفاده می‌کنند، اما این قافیه بدون نظم و قاعدهٔ ازپیش‌تعیین‌شده‌ای مورد استفاده قرار می‌گیرد. احمد شاملو در مصاحبه با ناصر حریری دراین‌باره می‌گوید: «می‌توان از قافیه توقع ارجاع‌دهندگی داشت؛ یعنی خواننده را بی‌درنگ ازطریق قافیه به کلمهٔ خاصی که مورد نظر است توجه داد. حضور نامنتظَرش می‌تواند در القاء موسیقایی شعر هم بسیار کارساز باشد. حتی در پاره‌ای موارد، تمام بارِ ساختاریِ شعر را به دوش می‌کشد.»